# إد ساندرز (ملاكم)
إد ساندرز (بالإنجليزية: Hayes Edward Sanders) (24 مارس 1930 بلوس أنجلوس في الولايات المتحدة - 12 ديسمبر 1954 ببوسطن في الولايات المتحدة) هو ملاكم أمريكي. شارك في الألعاب الأولمبية الصيفية 1952.

## إحصائيات
خاض خلال مسيرته 9 نزالات، فاز في 6 وتعادل في 1 وخسر في 2. فاز بالضربة القاضية في 3 نزالات.

## وصلات خارجية
- إد ساندرز على موقع بوكس ريك (الإنجليزية) (registration required)
- إد ساندرز على موقع أوليمبيديا (الإنجليزية)